# Koń trojański

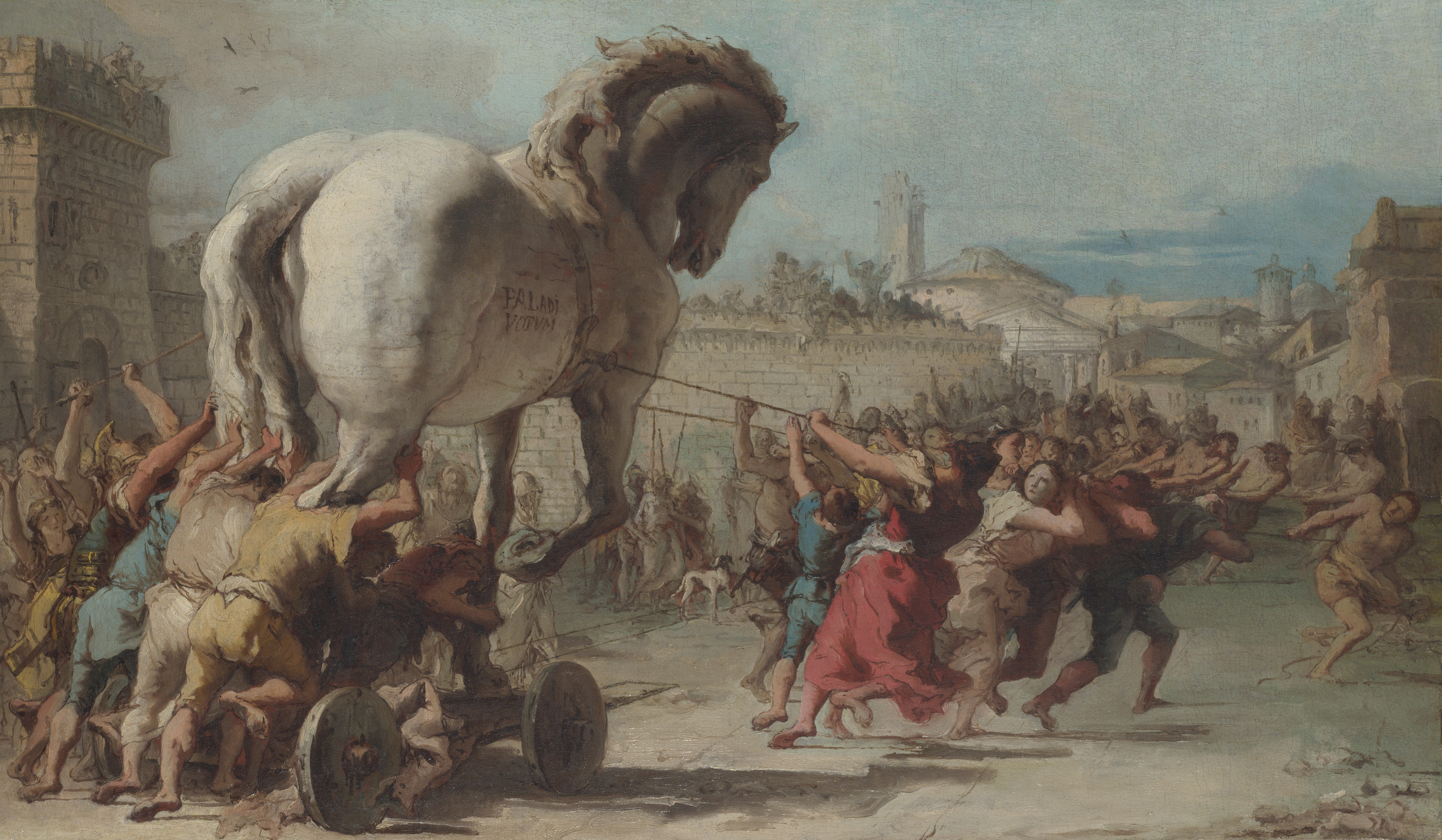
Wizja konia trojańskiego prowadzonego do Troi (mal. Domenico Tiepolo, 1760)

Koń trojański – zbudowany podczas wojny trojańskiej wielki drewniany koń, w którym ukryli się wybrani greccy wojownicy, pozorując zarazem odstąpienie swych wojsk od oblężenia miasta. 
Wydarzenie to miało miejsce w dziesiątym roku wojny Achajów z Trojanami. We wnętrzu statuy schowanych było 12 wojowników, wśród nich Odyseusz, Menelaos, Idomeneus, Neoptolemos, Teukros, Kalchas, podczas gdy reszta wojsk skryła się na pobliskiej wysepce Tenedos. Obrońcy Troi, za namową wojownika Sinona a wbrew przestrogom królewny Kasandry i kapłana Laokoona, wciągnęli konia do miasta. W nocy Achajowie wyszli z ukrycia, otworzyli bramy miejskie umożliwiając wtargnięcie swoim wojownikom i w ten sposób opanowali niezdobytą dotąd Troję. Wydarzenie to, przemilczane w Iliadzie, wspomniane jest w Odysei Homera, a jego dokładny opis znajduje się w Eneidzie Wergiliusza.
Koń trojański miał być wykonany z drewna jodłowego. U starożytnych Greków jodła była drzewem poświęconym Posejdonowi oraz Artemidzie i wiązano je także z kultem Dionizosa. Zakładano zatem, że obrońcy Troi zechcą wprowadzić konia w mury miasta jako ofiarę przeznaczoną dla bogów. Wprowadzono go przez symboliczną Bramę Skajską (czyli Złowieszczą), przez którą wcześniej wkroczył weselny orszak Parysa i Heleny, gdzie przed śmiertelnym pojedynkiem Hektor żegnał się z żoną i synem, i którą ostatecznie wdarły się do Troi pierwsze szeregi Achajów.
W przenośni wyrażenie to, jako synonim podstępnego daru, oznacza ukryte zagrożenie, a także pozorną korzyść lub zdobycz przynoszącą w rzeczywistości zgubę wskutek cudzego zdradliwego działania.

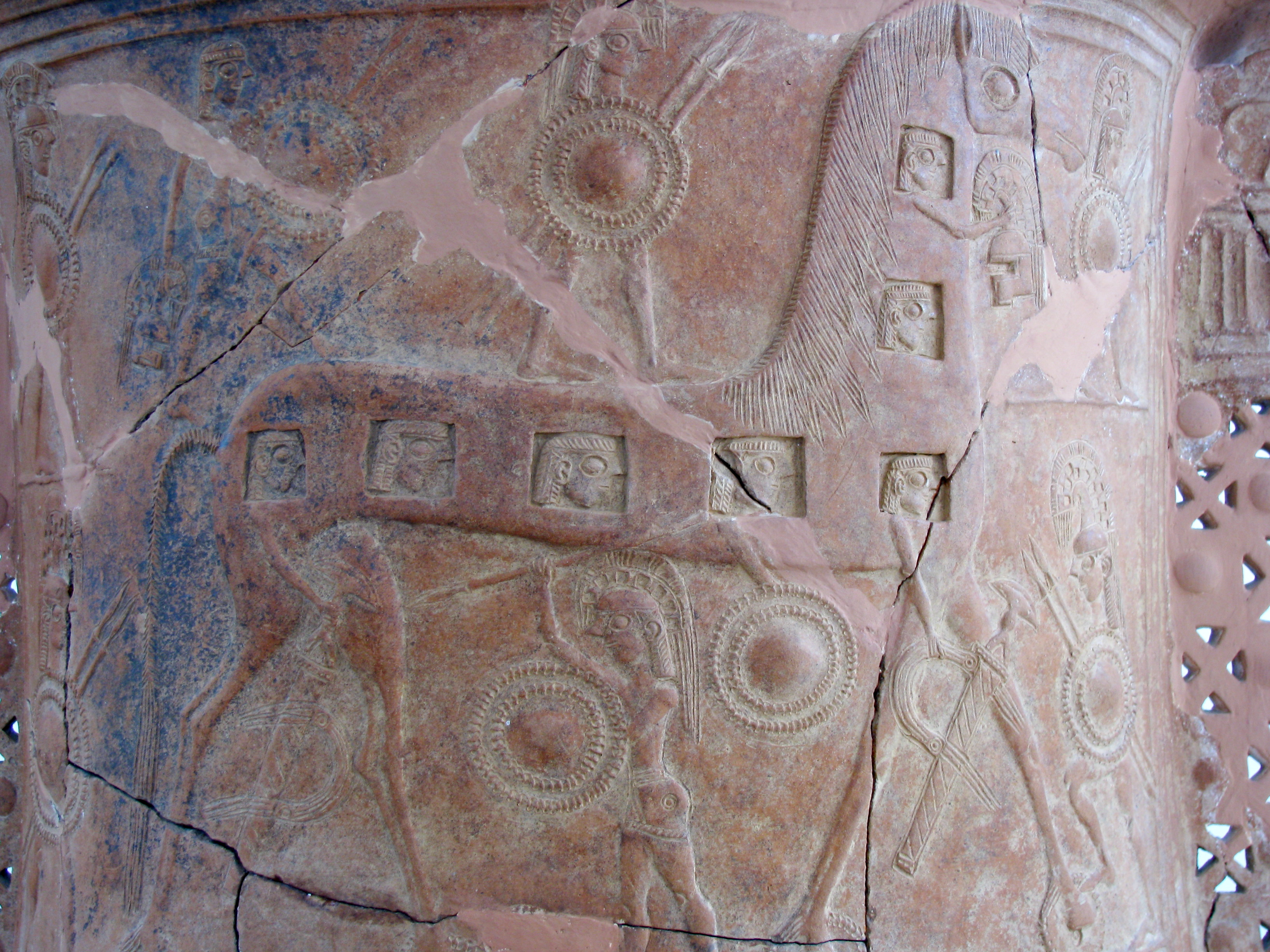
Najstarsze wyobrażenie konia trojańskiego na dekorowanym pitosie z Mykonos (VIII-VII wiek p.n.e.)
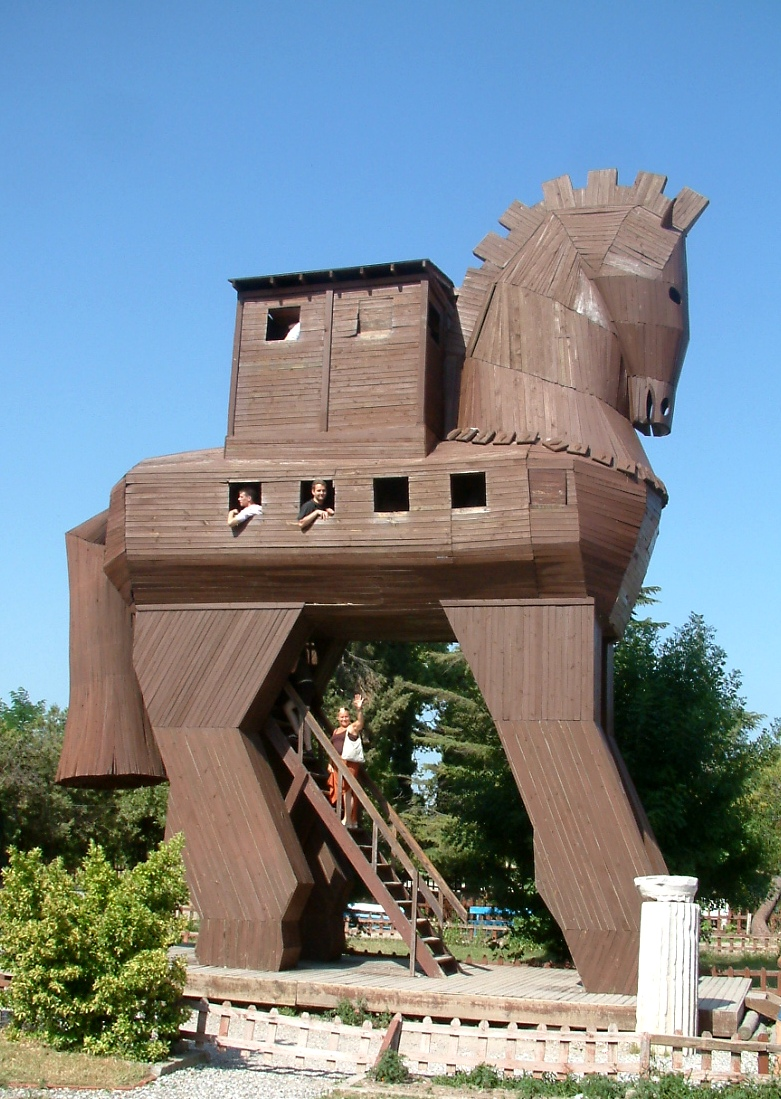
Przeznaczona dla użytku turystycznego makieta mitycznego konia w Troi
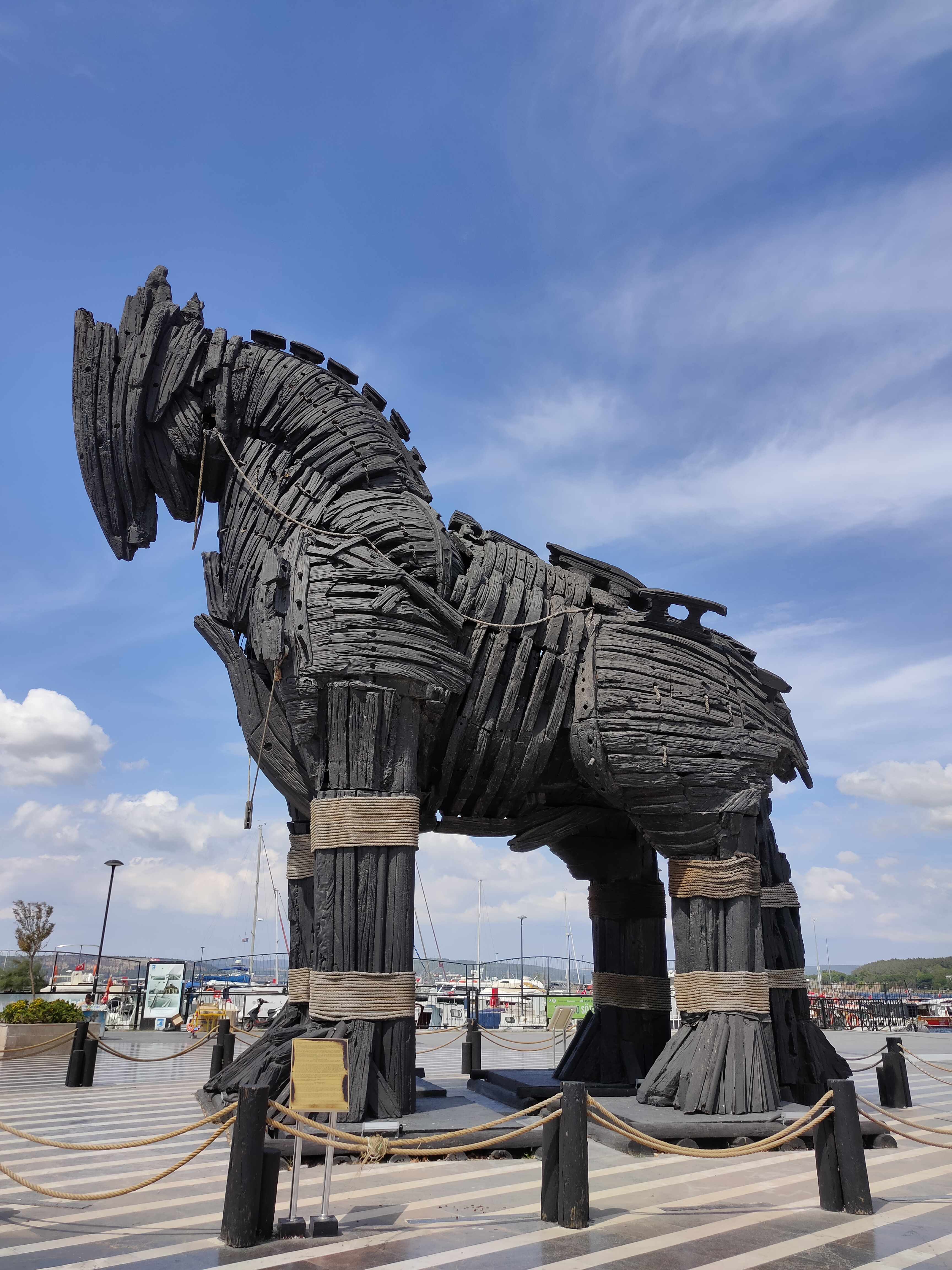
Replika w Çanakkale zbudowana dla realizacji filmu Troja (2004)